# Avia BH-8
De Avia BH-8 is een Tsjechoslowaakse dubbeldekker jachtvliegtuig gebouwd door Avia. De BH-8 is ontworpen door Pavel Beneš en Miroslav Hajn. Zij maakte haar eerste vlucht in 1923. De BH-8 is gebaseerd op de BH-6, als een poging om de problemen van de BH-6 op te lossen. Er is slechts één prototype gebouwd.
De testvluchten in het najaar 1923 toonden aan dat de BH-8 betere vliegeigenschappen bezat dan de BH-6. Toch werd ook van de BH-8 de ontwikkeling gestaakt, ten furore van een ander toestel dat gebaseerd is op de BH-6, de BH-17.
De BH-8 was net als de BH-6 een aparte vertoning. Zo had de BH-8 onder andere het vleugelontwerp van de BH-6 gekregen.

## Specificaties
- Bemanning: 1
- Lengte: 6,49 m
- Spanwijdte: 9,48 m
- Hoogte: 2,77 m
- Vleugeloppervlak: 22,1 m2
- Leeggewicht: 843 kg
- Volgewicht: 1 143 kg
- Motor: 1× door Škoda in licentie gebouwde Hispano-Suiza 8Fb, 310 kW (231 pk)
- Maximumsnelheid: 222 km/h
- Vliegbereik: 450 km
- Plafond: 8 000 m
- Klimsnelheid: 5,7 m/s
- Bewapening: 2× vooruit vurende .303 Vickers machinegeweren